# Olesa de Montserrat (kommun)
Olesa de Montserrat är en kommun i Spanien.   Den ligger i provinsen Província de Barcelona och regionen Katalonien, i den östra delen av landet, 500 km öster om huvudstaden Madrid. Antalet invånare är 23 980. Arean är 16,6 kvadratkilometer. Olesa de Montserrat gränsar till Abrera, Esparreguera, Vacarisses och Viladecavalls. 
Terrängen i Olesa de Montserrat är platt söderut, men norrut är den kuperad.